# Nantmel
Nantmel est un village et une communauté du Powys, au pays de Galles.

## Géographie
Nantmel est situé dans le centre du Powys, dans le comté historique du Radnorshire, à 7 km à l'ouest de la ville de Rhayader.
La communauté de Nantmel comprend aussi les villages et hameaux d'Argoed, Dulas et Cynllo.

## Démographie
Au recensement de 2011, la communauté de Nantmel comptait 637 habitants.